# Карабулак (Талгарский район)
Карабулак (каз. Қарабұлақ, до 1999 г. — Ключи) — село в Талгарском районе Алматинской области Казахстана. Входит в состав Панфиловского сельского округа. Код КАТО — 196253400.

## Население
В 1999 году население села составляло 3721 человек (1784 мужчины и 1937 женщин). По данным переписи 2009 года в селе проживало 4208 человек (2038 мужчин и 2170 женщин).
На начало 2019 года, в селе проживало 13 066 человек (6394 мужчины и 6672 женщины).